# Kazreti
Kazreti – osiedle typu miejskiego w Gruzji, w regionie Dolna Kartlia. W 2014 roku liczyło 4340 mieszkańców.